# NTTファシリティーズ総合研究所
株式会社NTTファシリティーズ総合研究所（エヌティーティーファシリティーズそうごうけんきゅうじょ）は、かつて存在したNTTファシリティーズの子会社の一級建築事務所である。

## 主な業務
- 都市開発におけるコンサルティング
- 研究開発
- 診断・評価
- 調査・試験
- 情報システム
- メディア企画
- 人材派遣

## 沿革
- 1987年 -株式会社NTT建築総合研究所創立
- 1993年 - 労働者派遣事業（CADオペレータ等）を開始
- 2007年4月1日 - 社名を株式会社NTTファシリティーズ総合研究所に変更
- 2021年10月1日 - 株式会社NTTファシリティーズに合併し解散